# Helen Zingg
Helen Zingg (ur. 1908) – szwajcarska narciarka alpejska. Podczas mistrzostw świata w Innsbrucku w 1933 roku wywalczyła brązowy medal w slalomie. W zawodach tych wyprzedziły ją jedynie Austriaczka Inge Wersin-Lantschner i Helen Boughton-Leigh z Wielkiej Brytanii. Dwa dni wcześniej zajęła 21. miejsce w zjeździe, co dało jej w efekcie siódme miejsce w kombinacji. Na rozgrywanych dwa lata wcześniej mistrzostwach świata w Mürren była szósta w zjeździe, a w slalomie zajęła szesnastą pozycję. Brała też udział w mistrzostwach świata w Cortinie d’Ampezzo W 1932. Zajęła tam 17. miejsce w zjeździe, 20. w slalomie oraz 19. w kombinacji.

## Osiągnięcia

### Mistrzostwa świata
| Miejsce | Dzień     | Rok  | Miejscowość       | Konkurencja | Wynik       | Strata      | Zwyciężczyni           |
| ------- | --------- | ---- | ----------------- | ----------- | ----------- | ----------- | ---------------------- |
| 16.     | 19 lutego | 1931 | Mürren            | Slalom      | 2:38,2      | +1:37,4     | Esmé MacKinnon         |
| 6.      | 20 lutego | 1931 | Mürren            | Zjazd       | 3:05,6      | +1:14,8     | Esmé MacKinnon         |
| 17.     | 4 lutego  | 1932 | Cortina d’Ampezzo | Zjazd       | 7:13,8      | +1:55,8     | Paula Wiesinger        |
| 20.     | 5 lutego  | 1932 | Cortina d’Ampezzo | Slalom      | 2:02,9      | +58,9       | Rösli Streiff          |
| 19.     | 5 lutego  | 1932 | Cortina d’Ampezzo | Kombinacja  | 94,588 pkt  | -21,328 pkt | Rösli Streiff          |
| 21.     | 8 lutego  | 1933 | Innsbruck         | Zjazd       | 6:49,4      | +2,30,0     | Inge Wersin-Lantschner |
| 3.      | 10 lutego | 1933 | Innsbruck         | Slalom      | 2:10,4      | +13,2       | Inge Wersin-Lantschner |
| 7.      | 10 lutego | 1933 | Innsbruck         | Kombinacja  | 100,000 pkt | -17,695 pkt | Inge Wersin-Lantschner |